# Medelpad
Medelpad je švedska pokrajina u Norrlandu središnjoj Švedskoj.

## Zemljopis
Graniči s pokrajinama Hälsingland na jugu, Härjedalen na zapadu, Jämtland na sjeverozapadu i Ångermanland na sjeveru, a na istoku je okružuje Botnički zaljev. Medelpad se prostire na površini od 7 058 km2 na 200-300 m nadmorske visine, i ims 122 058 stanovnika, te je gustoća naseljenosti 17,3 stanovnika/km2. Grad Sundsvall, osnovan 1624., sa svojih 55 000 stanovnika je najnaseljenije mjesto pokrajine. 500 km2 pokrajine se nalazi pod vodom. Holmsjön i Leringen su najveća jezera, a Myckelmyrberget, sa svojih 577 m, je najviša planina. Veliki dio pokrajine se prostire između rijeka Ljungan i Indalsälven, koje su i najduže rijeke Medelpada.

## Planine
- Myckelmyrberget, 577 m
- Flataklocken, 465 m
- Getberget, 352 m
- Nolbykullen, 179 m

## Galerija slika
- Torp crkva
- Dabrovi u rijeci Indalsälven
- Jezero Logdosjön
- Rune u Medelpadu
- Centar Sundsvalla
- Luka Sundsvall
- Rune pored Skön crkve

## Vanjske poveznice
- Ptice Medelpada
- Karta i info o Medelpadu  Arhivirana inačica izvorne stranice od 11. ožujka 2007. (Wayback Machine)